# Partidul Social Democrat Român (1990-2001)
Partidul Social-Democrat Român (PSDR) a fost unul dintre cele trei partide istorice desființate în timpul regimului comunist, care după prăbușirea comunismului a reapărut ca partid politic și a activat între 1990 și 2001. Președintele partidului a fost Sergiu Cunescu, fiul lui Stavri Cunescu, colaborator al lui Constantin Tinel Petrescu. PSDR a fost membru fondator al Convenției Democratice Române (CDR), alianța anticomunistă condusă de Corneliu Coposu, iar apoi din coaliția Uniunea Social-Democrată (USD), dominată de Petre Roman, care a rivalizat cu Frontul Democrat al Salvării Naționale (FDSN) ai lui Ion Iliescu. PSDR a făcut parte din Internaționala Socialistă și din Partidul Socialiștilor Europeni (Party of European Socialists).

## Scurt istoric
PSDR s-a format în anul 1990. La alegerile legislative din 1990 a intrat în parlament. La cele din 1992 a făcut parte din Convenția Democrată Română (CDR) alianță pe care a părăsit-o ulterior. La alegerile legislative din 1996 a făcut parte din Uniunea Social-Democrată (USD), fiind în alianță cu Partidul Democrat (PD). În 1999 toți parlamentarii PSDR părăsesc parlamentul. La alegerile legislative din 2000, a participat ca parte a Polului Democrat Social din România (PDSR) fiind în alianță cu Partidul Democrației Sociale din România (PDSR) și Partidul Umanist Român (PUR).
PSDR s-a unificat în iunie 2001, după alegerea lui Alexandru Athanasiu la conducerea partidului, cu Partidul Democrației Sociale din România (PDSR), formațiunea rezultată luându-și numele de Partidul Social Democrat (PSD).

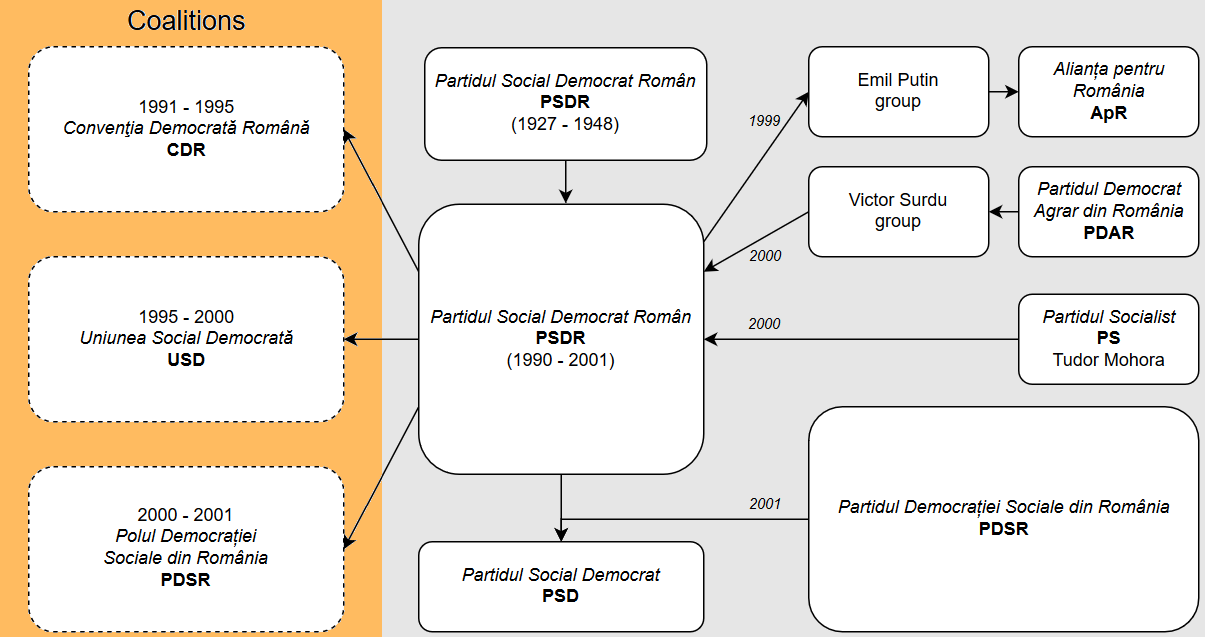
Evoluția PSDR

O aripă minoritară care s-a opus unirii cu PDSR a supraviețuit sub denumirea de Partidul Social Democrat „Constantin Titel Petrescu”, mai târziu reformându-se în Partidul Social-Democrat Muncitoresc, dar în cele din urmă s-a dizolvat în 2013.